# NGC 7171
NGC 7171 (другие обозначения — PGC 67839, MCG -2-56-5, IRAS21583-1330) — спиральная галактика с перемычкой (SBb) в созвездии Водолей.
Спиральная галактика, спутником которой является IC 1417, рядом обнаружен квазар. Выявлено, что это не случайная конфигурация объектов, аналогичную структуру имеют NGC 5689 со спутником NGC 5682 рядом с которыми так же был открыт квазар.
Этот объект входит в число перечисленных в оригинальной редакции «Нового общего каталога».